# Birgittijnenklooster

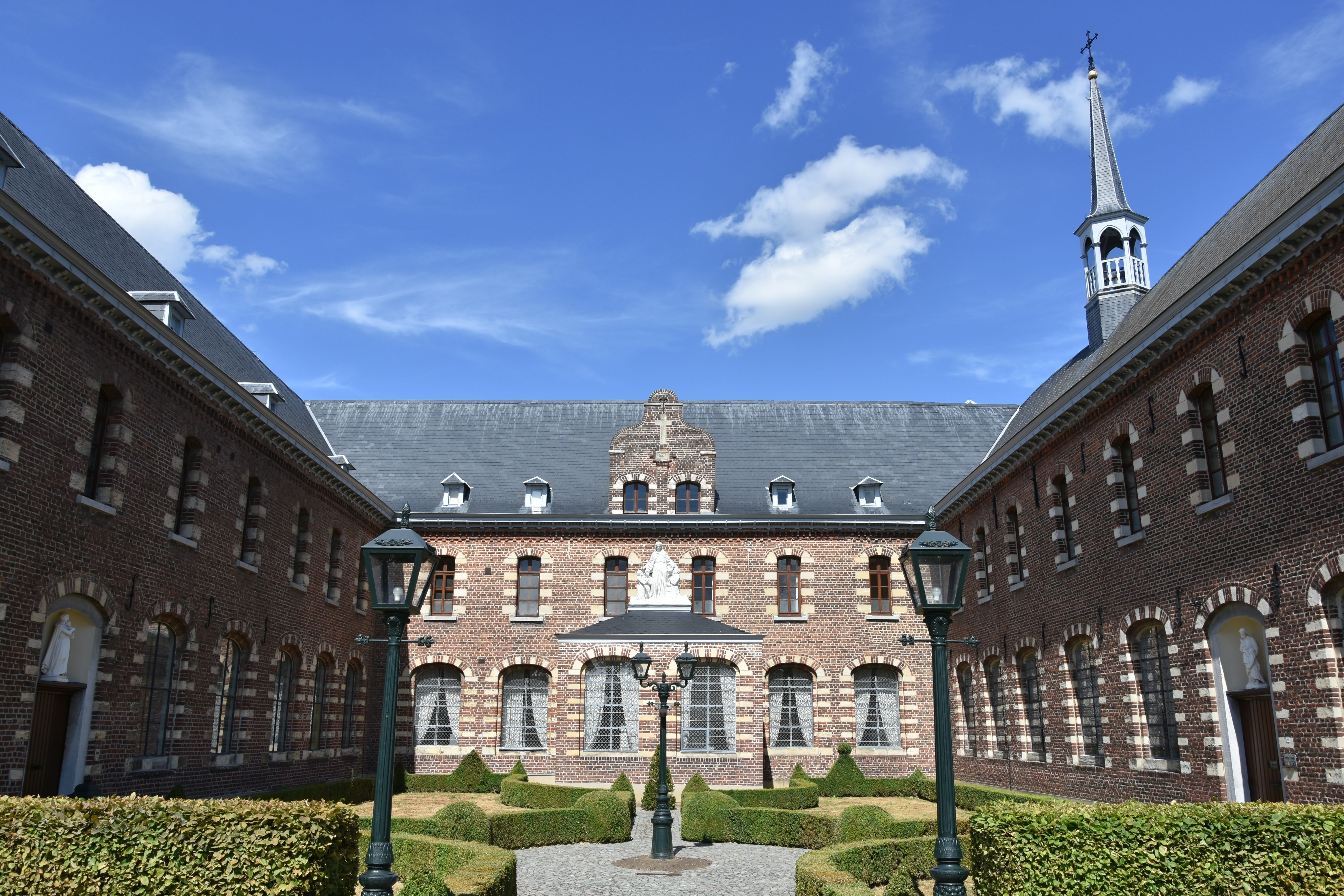
Ingang Brigittijnenklooster

Het Brigittijnenklooster is een bouwwerk aan het Nieuwland te Borgloon

## Geschiedenis
Het Birgittijnenklooster werd gesticht in 1643. De birgittijnen waren afkomstig van de Sint-Sixtusabdij te Westvleteren, welke van 1610 tot 1784 heeft bestaan en een der voorlopers was van de huidige trappistenabdij aldaar.
In 1646 kregen de monniken een perceel toegewezen en van 1650-1663 werd het klooster met kerk, gewijd aan Onze-Lieve-Vrouw van Bijstand, gebouwd.
In 1799 werd het klooster door de staat in beslag genomen en verkocht aan één der monniken, die er met vier andere birgittijnen weer in trok. Doch tijdens hun leven werd het klooster al verhuurd, openbaar verkocht in 1837, en in 1846 aangekocht door aartsbisschop Joannes Zwijsen. Het werd een refugiehuis voor de Zusters van Liefde van Tilburg, een congregatie die door Zwijsen was gesticht.
In 1849 kwamen de zusters in dit gebouw en begonnen er een kostschool voor meisjes. Later kwam er ook een lagere school.
De kloosterkapel werd in 1857 vervangen door een nieuwe, die 1868 opnieuw werd vervangen, en wel door de huidige kapel. Ook in later jaren, zoals in 1880 en 1912, werd het complex nog uitgebreid, het laatst in 1982.

## Gebouw
De kern uit 1663 is een U-vormig gebouw in barokstijl. De drie vleugels liggen om een rechthoekige binnenplaats, die door een hek is afgesloten. Het sobere, streng symmetrische gebouw is in baksteen, met opvallende mergelstenen hoekbanden en negblokken. Ook is er een torentje.
Het gebouw is omringd door jongere gebouwen.
De bijbehorende Onze-Lieve-Vrouwekapel is een neogotisch bouwwerk uit 1868.